# Appetite for Destruction
Appetite for Destruction (en español: Apetito por la destrucción) es el primer álbum de estudio debut de la banda de hard rock Guns N' Roses, lanzado al mercado por  Geffen Records el 21 de julio de 1987. Tras su autoeditado Live ?!*@ Like a Suicide. Alcanzó el éxito masivo en todo el mundo de forma explosiva posterior a su lanzamiento. Asimismo, Appetite for Destruction es el álbum debut más vendido en toda la historia musical, con más de 30 millones de copias vendidas en todo el mundo.
Debido a su enorme éxito, el álbum logró llegar a la primera posición en las listas Billboard de Estados Unidos donde fue certificado 18 veces disco de platino.
El álbum de igual forma, ocupa el puesto número 20 en la lista de Los 500 mejores álbumes de todos los tiempos elaborada por la revista Rolling Stone y el puesto N.º4" en la lista de los 100 mejores álbumes debut de todos los tiempos; calificándolo como el cuarto mejor álbum debut de la historia. El mismo también ha sido nombrado como pilar fundamental en la definición del hard rock en la segunda mitad de los años 1980. «Welcome to the Jungle», «Paradise City», y «Sweet Child o' Mine» son las canciones más reconocidas y que mejor caracterizan a este álbum, las cuales han influenciado la escena de la música popular en los Estados Unidos, además de servir de inspiración a numerosas versiones. Sin embargo, el resto de canciones también lograron éxito e impacto a nivel internacional, lo que produjo que literalmente todas las canciones llegaran a niveles de éxitos internacionales.
El 29 de junio de 2018 salió a la venta la versión remasterizada del álbum denominándose Appetite for Destruction: Locked N' Loaded.

## Antecedentes
Las primeras grabaciones de Guns N' Roses fueron para un EP planeado en marzo de 1985, poco después de su formación, con «Don't Cry», una versión de «Heartbreak Hotel» de Elvis Presley, «Think About You» y «Anything Goes». Sin embargo, los planes para el lanzamiento fracasaron, ya que el guitarrista original, Tracii Guns, dejó la banda, siendo reemplazado por Slash. Poco después, se finalizó la formación clásica de Axl Rose, Duff McKagan, Slash, Steven Adler e Izzy Stradlin.
Después de una intensa gira por la escena de clubes de Los Ángeles, el grupo firmó con Geffen Records en marzo de 1986. En diciembre de ese año, el grupo lanzó el EP de cuatro canciones llamado Live ?!*@ Like a Suicide, diseñado para mantener el interés vivo en la banda mientras el grupo se retiraba de la escena del club para trabajar en el estudio. El lanzamiento del EP fue diseñado para tranquilizar al sello, que sentía que la banda no tenía suficientes canciones para grabar un álbum.

## Historia y legado
Axl Rose había escrito canciones para el disco cuando era parte de Hollywood Rose, pero que luego fueron descartadas para el álbum. Estas eran «Back Off Bitch», «You Could Be Mine», «November Rain» y «Don't Cry». La razón para no incluir «November Rain» fue que ya había una balada en el álbum, «Sweet Child o' Mine», y no podía haber otra en él (sin embargo, los álbumes Use Your Illusion I y Use Your Illusion II contienen varias baladas).
Paul Stanley, de Kiss, consideró producir el álbum, pero luego se retractó cuando no pudo cambiar a Steven Adler en la batería y sacar algunas canciones de este. Robert John Lange también fue considerado para la producción, pero resultó ser demasiado caro. Mike Clink, quien produjo los álbumes de la banda Triumph fue finalmente seleccionado. El presupuesto total para el álbum fue de aproximadamente 370 mil dólares.
Muchas de las canciones del disco Appetite for Destruction comenzaron como pistas individuales que cada miembro de la banda escribió separado de ésta, solo para ser completado más tarde. Estas canciones incluyen «It's So Easy» (Duff McKagan) y «Think About You» (Izzy Stradlin). «Rocket Queen» fue una composición entre Slash, McKagan y Adler para su banda anterior Road Crew, mientras que «Anything Goes», escrito por Hollywood Rose e incluido en su álbum recopilatorio The Roots of Guns N' Roses, fue posteriormente reescrito para Appetite for Destruction. La banda también se basa para las letras de las canciones en algunas de sus amigas, lo que se refleja en las canciones «My Michelle», «You're Crazy», y «Rocket Queen».
En una revisión retrospectiva de The Rolling Stone Álbum Guide (2004), Ann Powers escribió que Guns N 'Roses "produjo una mezcla genuina y única de diferentes valores de rock", como la "velocidad y musicalidad, con toques de limpieza y mucha suciedad", ha sido catalogado como el álbum que marco una antes y un después," cambiando la sensibilidad del hard rock en ese momento". Stephen Thomas Erlewine también lo vio como un "punto de inflexión para el hard rock de los 80" en su crítica para AllMusic destacó que la voz desgarradora y la composición de Rose se relucían junto con la doble interpretación de guitarras de Slash y Stradlin, lo que hizo que Appetite for Destruction probablemente sea "el mejor disco de rock" de la segunda mitad de los 80. Según Jimmy Martin de The Quietus, Appetite for Destruction logró el impactó masivo debido a la gran mezcla de ingredientes, tenía la suficiente "calidad punk sin refinar" que marcó un "alejamiento" de las bandas de Glam metal comerciales típicas de la época. Según la revista Billboard, Appetite for Destruction atrajo a varios oyentes de distintos lados de la música rock/metal, porque la banda incorporó "el toque contundente del metal, los temas rebeldes y transgresores del punk rock, la estética de glam metal y los riffs de guitarra del blues que atraían a los puristas". Russell Hall, el escritor de la publicación en línea de Gibson, dijo que el álbum "inyectó una dosis muy necesaria de rebelión y anarquía con influencias del estilo de los años 70, que en la primera mitad de los 80s se había perdido, GNR logró "combinar la arrogancia y rebeldía del Hard rock, con la amenaza del punk y una estética trash-glam única.
Otros críticos como Maura Johnson llaman al álbum "un momento decisivo" en la era de la música de los 80s, el álbum logró narrar cada vicio, cada inquietud y cada problema del Los Ángeles de la época, dirigido de manera brillante por el entonces muy joven Axl Rose que poseía una voz de lejía inflamable y una banda legendaria a su espalda, la cual estaba cargada y afilada lista para incomodar. Dennis O'Dell de BBC Music dijo que el álbum debe entre otras cosas su atractivo al hedonismo que lo volvió místico y atemporal, lo que lo mantendrá por siempre como el mejor álbum de la banda, el cual también remarca que "ningún artista/banda alcanzara en la actualidad o el futuro ese nivel de originalidad ni ese nivel tan estratosférico de importancia e impacto a nivel mundial que Guns N' Roses logró con este álbum, al identificar no solo a toda la juventud estadounidense de la época si no a la de gran parte del mundo. Es tan grande el legado de GNR y ese álbum, que aún a más de 3 décadas, siguen siendo de los artistas más populares del mundo. En una lista de los 50 álbumes más relevantes y que más impacto causaron en la historia, que lo posicionó en el N°15 y lo nombró uno de los mejores álbumes de todos los tiempos junto con aclamarlo como "una celebración desenfrenada de sexo, drogas, rebeldía, anarquía y rock'n'roll" que decía las cosas claras, sin miedo a incomodar o al qué dirán. También remarcó que fue y es probablemente "uno de los mejores álbumes que se hayan hecho por una manada de jóvenes marginales recién salidos de la adolescencia", que demostraron cómo no se puede escapar de sí mismo, si no ser uno mismo y triunfar siéndolo". Para finalizar, "Welcome to the Jungle", "Sweet Child o 'Mine", "Paradise City", "Mr. Brownstone" y "Rocket Queen" están en la lista de las 100 mejores canciones de Rock/Metal de la historia.

## Información sobre las canciones

### Welcome to the Jungle
Fue lanzado como el segundo sencillo de la banda el 3 de octubre de 1987, y alcanzó el número siete en el Billboard Hot 100 y el número setenta y siete en la lista de sencillos del Reino Unido. En el Reino Unido, «Welcome to the Jungle» fue apoyado con una versión en vivo de «Whole Lotta Rosie», de AC/DC, mientras que en Estados Unidos, el lado B era «Mr. Brownstone», también de Appetite for Destruction. En 2009 fue nombrada como la mejor canción de hard rock de todos los tiempos por VH1. además apareció en el tráiler del Grand Theft Auto: San Andreas de PS2 y en el tráiler de la película de Bob Esponja: Un héroe fuera del agua. También aparece en la película Megamente. En 2017 apareció en la película que lleva el mismo nombre Jumanji 2: Welcome to the Jungle.

### Nightrain
Esta canción se refiere a una marca de vino barato que algunos miembros de Guns N' Roses solían tomar, y a adicciones a drogas (Loaded like a freight train | Flyin' like an aeroplane | Feelin' like a space brain | One more time tonight...| Wake up late | Honey put on your clothes | Take your credit card | to the liquor store...). En el concierto que Guns N' Roses ofreció en el Ritz de Nueva York en 1988, Slash se expresa de la siguiente manera al respecto: "No voy a decir nada ofensivo, así podemos hacer esta canción en TV.". Ironizando por las censuras de MTV, entonces adiciona: "Esta canción no está dedicada a beber, a la adicción a las drogas y a ese tipo de cosas; esta canción está dedicada a una caminata por el parque y se llama Nightrain".

### Out Ta Get Me
Su letra se centra en los problemas constantes entre el cantante Axl Rose y la ley, durante su juventud en Indiana. Slash describe que la canción se escribió incluso más rápido que «Welcome to the Jungle», lo que indica que se escribió en menos de tres horas.

### Paradise City
En su biografía, Slash afirma que la canción fue escrita en la parte posterior de una furgoneta alquilada, ya que estaban regresando de un concierto en San Francisco con la banda Rock N' Riders. Él afirma que la banda estaba en la parte trasera de la camioneta, bebiendo y tocando guitarras acústicas cuando se le ocurrió la introducción. Duff McKagan e Izzy Stradlin empezaron a tocar juntos. Slash comenzó a tararear una melodía cuando Axl Rose cantó, «Take me down to the Paradise City», cuando Slash continuó «Where the girls are fat and they got big titties». A Axl no le agradó la letra, el resto de la banda estuvo de acuerdo y la línea fue cambiada a «Where the grass is green and the girls are pretty».

### My Michelle
La canción habla de una amiga de la banda, una chica llamada Michelle Young, a quien se le dio las gracias en el Appetite For Destruction, en la cubierta de la portada. Según Axl, él y Michelle estaban en un auto juntos cuando la canción «Your Song» empezó a sonar en la radio y Michelle mencionó que ella siempre había querido que alguien escribiera una canción sobre ella. La canción es brutalmente honesta, tanto que Slash pensó que ella la iba a odiar, pero a ella le gustó la canción.

### Sweet Child O' Mine
Es la novena canción en el álbum y el tercer sencillo. Publicado el 18 de agosto de 1988, el sencillo encabezó la lista Billboard Hot 100, convirtiéndose en el primer y único sencillo de la banda en Estados Unidos. Alcanzó en número 6 en la lista de sencillos del Reino Unido. En el directo de Tokio, Slash demostró su gran habilidad realizando el 3.er solo de la canción.

### You're Crazy
Fue escrita originalmente como una canción acústica, pero fue renovada para Appetite For Destruction. La versión acústica se grabó después para G N' R Lies, esta versión también se ha presentado en vivo con guitarras eléctricas.

## Censura de MTV
La razón por la que la cadena MTV se había negado a mostrar vídeos musicales de la banda es porque la cubierta original del disco, basado en una pintura de Robert Williams, mostraba un robot violador, lo cual fue considerado ofensivo por la cadena televisiva. La banda cambió entonces la cubierta, y puso la original dentro del disco, mostrando ahora un crucifijo con los cráneos de los cinco miembros de la banda, algo así al estilo de las portadas de los álbumes de Grateful Dead. Esto no fue suficiente para MTV, y la cadena continuó con su bloqueo. Finalmente, David Geffen, entonces presidente de Geffen Records, llamó a MTV y rogó que emitieran el vídeo musical de «Welcome to the Jungle». MTV accedió a mostrarlo solo un domingo a las 4 de la madrugada. La canción llegó a ser el tema más solicitado en MTV en solo 24 horas.
La mayoría de las canciones del álbum reflejan las experiencias personales que la banda vivía desde inicios de los 80 en la vida diaria, tales como «Welcome to the Jungle», letra que Rose escribió después de encontrarse con un hombre que lo asaltó en las calles de Los Ángeles en 1980, poco después de llegar allí desde Indiana (en la canción Axl Rose describe a Los Ángeles la metrópolis estadounidense la cual se encontraba convulsionada de excesos y problemas en la década de los 80), y «Mr. Brownstone», que trata sobre los problemas de la banda con las drogas como la heroína. Asimismo canciones como «It's So Easy» ironizan con la vida fácil y promiscua de las estrellas del rock. Otras letras de algunas de las canciones también se centran en los años más jóvenes de miembros de la banda, como «Out Ta Get Me», que se centra en los problemas constantes del vocalista Axl Rose con la ley en su adolescencia en Indiana, su pequeño pueblo de origen, en el cual fue detenido muchas veces por su mal comportamiento o por sus reiteradas ocasiones en las que consumía marihuana en lugares públicos con amigos.

## Portada
La portada original del álbum, basada en la pintura de Robert Williams, mostraba a un violador robótico a punto de ser castigado por un vengador del metal. Después de que varios minoristas de música se negaron a almacenar el álbum, el sello se comprometió y colocó la controvertida portada adentro, reemplazándola con una imagen que representa una cruz celta y calaveras de los cinco miembros de la banda con (diseñado por Billy White Jr., originalmente como un tatuaje), cada cráneo representa a un miembro de la banda: Izzy Stradlin, cráneo superior; Steven Adler, cráneo izquierdo; Axl Rose, centro del cráneo; Duff McKagan, cráneo derecho; y Slash, cráneo inferior. En una entrevista de 2016, Billy White Jr. explicó: "La cruz y las calaveras que parecían la banda fueron idea de Axl, el resto fui yo. El trabajo del nudo en la cruz era una referencia a Thin Lizzy, una banda que Axl y yo amamos".
Robert John, Marc Canter, Jack Lue, Leonard McCardie y Greg Freeman tomaron las fotografías utilizadas para la parte posterior del álbum y las notas del forro. Se suponía que la portada original estaba en la reedición de vinilo de 2008, aunque el sello discográfico la reemplazó con el arte de "Skulls" en el último minuto.
La banda dijo que la obra de arte es "una declaración social simbólica, con el robot que representa el sistema industrial que está violando y contaminando nuestro medio ambiente". En álbumes que se publicaron en soportes de doble cara (discos de vinilo y casetes de audio), las dos caras no estaban etiquetadas convencionalmente como "A" y "B", sino "G" y "R". Las pistas 1 a 6 que componen el lado "G" tratan sobre las drogas y la vida dura en la gran ciudad (lado "Guns"). Los temas restantes, que componen el lado "R", tratan sobre el amor, el sexo y las relaciones (lado "Roses"). En una entrevista con That Metal Show en 2011, Rose declaró que su idea original para la portada era ser la foto de la explosión del transbordador espacial Challenger que vio en una revista en 1986, pero Geffen la rechazó diciendo que era "de mal gusto".

## Reconocimientos
En el 2001, la revista "Q" nombró Appetite for Destruction como uno de los 50 álbumes más heavys de todos los tiempos. En el 2003, la cadena televisiva VH1 lo nombró como el álbum número 22 de todos los tiempos. La revista Rolling Stone lo calificó como el cuarto mejor álbum debut de la historia; únicamente por detrás de Are You Experienced, Ramones y Licensed to Ill respectivamente.

## Influencias
En el disco se puede apreciar la predilección de la banda por bandas clásicas de hard rock y blues rock como Aerosmith, Led Zeppelin, AC/DC o The Rolling Stones. El trabajo posee además conexiones con la escena glam metal angelina (en la cual se habían visto inmersos diversos miembros de la banda), con el heavy metal británico de la época, y con el punk. En ocasiones la banda es clasificada como sleaze rock.

## Remasterizacion:Locked N 'Loaded
El 30 de abril de 2018, aparecieron vallas publicitarias en grandes ciudades de Estados Unidos y se lanzó un sitio web con el lema "Se acerca la destrucción" ("Destruction Is Coming" en inglés). El sitio web se actualizó con un reloj de cuenta atrás hasta el 4 de mayo de 2018 y un fragmento de la canción de Hollywood Rose "Shadow of Your Love" sonando. El periodista Mitch Lafon dijo que la campaña era para una edición de lujo de Appetite for Destruction. Un anuncio en video fue lanzado inadvertidamente un día antes, detallando el Appetite for Destruction: Locked N' Loaded, que se lanzó el 29 de junio de 2018. La caja incluye 73 canciones (49 de las cuales fueron inéditas) en cuatro discos compactos y siete LP de 180 gramos de 12 pulgadas. Incluye versiones remasterizadas de Live ?!*@ Like a Suicide, un EP de caras B, 25 grabaciones de las sesiones del grupo en 1986 en Sound City Studios con el productor Manny Charlton y dos temas inéditos de las sesiones del grupo con Mike Clink. Se incluyen tres de las cuatro canciones del EP G N' R Lies, a excepción de la controvertida canción "One in a Million".
Además de la música, incluye un libro de 96 páginas con fotos inéditas del archivo personal de Rose, 12 litografías que visualizan cada canción del álbum y una variedad de réplicas de recuerdos. "Shadow of Your Love" fue lanzado como sencillo el 4 de mayo de 2018, el primer sencillo de la banda en casi una década. La edición completa de Locked N' Loaded se vendió inicialmente por $999; También se puso a disposición una edición de lujo que incluye los cinco discos y extras y ediciones estándar con solo el álbum remasterizado y los bonus tracks. Además, las versiones Deluxe y Super Deluxe se pusieron a disposición para descargas digitales.
El 21 de mayo de 2018, la banda lanzó el video musical inédito de "It's So Easy" en Apple Music. "Welcome to the Jungle" (1986 Sound City Session), "Move to the City" (1988 Versión acústica) y "November Rain" (Piano Version, 1986 Sound City Session) fueron lanzados como sencillos promocionales. Una cinta oculta de la sesión de demostración de Mystic Studios de 1985 de cinco canciones de la banda se incluye como un huevo de Pascua en uno de los cajones de la edición Locked N' Loaded.
Se abrió una tienda emergente en Londres el día del lanzamiento, con bebidas temáticas de Guns N 'Roses, un artista del tatuaje, mercadería y una pantalla grande que mostraba el espectáculo de la banda en 1988 en The Ritz. El lanzamiento remasterizado resultó en Appetite for Destruction reingresando al top 10 del Billboard 200 por primera vez en 29 años.

### Recepción
La caja recibió elogios de la crítica universal, y Metacritic obtuvo una puntuación de 95/100, según nueve revisiones. Fue nominado para un premio Grammy al Mejor Conjunto en Caja, su primera nominación desde 1993 (sin embargo, perdió ante "Squeeze Box: Las obras completas de" Weird Al "Yankovic").

## Lista de canciones

### Lanzamiento original
Todas las canciones fueron escritas líricamente por Axl Rose e Izzy Stradlin, excepto «It's So Easy», escrita por Duff McKagan y West Arkeen, en cuanto a su composición musical todos los integrantes de Guns N' Roses participaron en ello.

| N.º | Título                  | Letras                | Música                                    | Duración |  |
| 1.  | «Welcome to the Jungle» | Axl Rose              | Slash, Rose, Izzy Stradlin y Duff McKagan | 4:31     |  |
| 2.  | «It's So Easy»          | McKagan y West Arkeen | McKagan                                   | 3:21     |  |
| 3.  | «Nightrain»             | Axl Rose              | Stradlin, Slash, McKagan y Rose           | 4:26     |  |
| 4.  | «Out Ta Get Me»         | Stradlin y Rose       | Stradlin, Rose y Slash                    | 4:20     |  |
| 5.  | «Mr. Brownstone»        | Stradlin              | Stradlin y Slash                          | 3:46     |  |
| 6.  | «Paradise City»         | Rose                  | Rose, Stradlin, McKagan y Slash           | 6:46     |  |
| 7.  | «My Michelle»           | Rose                  | Stradlin y Rose                           | 3:39     |  |
| 8.  | «Think About You»       | Stradlin              | Stradlin                                  | 3:50     |  |
| 9.  | «Sweet Child o' Mine»   | Rose                  | Rose, Slash y Stradlin                    | 5:55     |  |
| 10. | «You're Crazy»          | Rose y Stradlin       | Stradlin y Slash                          | 3:25     |  |
| 11. | «Anything Goes»         | Rose y Stradlin       | Stradlin y Rose                           | 3:25     |  |
| 12. | «Rocket Queen»          | Rose                  | Stradlin, Slash y McKagan                 | 6:13     |  |

### Super Deluxe Edition
La edición "Locked N 'Loaded" y la "Super Deluxe Edition" tienen el mismo contenido musical. El disco uno es el álbum original.
Todas las pistas son originales de Guns N 'Roses, excepto donde se indique.
| Disco 2: B-Sides N' EPs |                                                                       |                            |          |  |
| N.º                     | Título                                                                | Escritor(es)               | Duración |  |
| 1.                      | «Reckless Life» (Live)                                                | Axl Rose y Izzy Stradlin   | 3:21     |  |
| 2.                      | «Nice Boys» (Live)                                                    | Rose Tattoo                | 3:02     |  |
| 3.                      | «Move to the City» (Live)                                             | Stradlin y Rose            | 3:34     |  |
| 4.                      | «Mama Kin» (Live / Edit)                                              | Aerosmith                  | 3:41     |  |
| 5.                      | «Shadow of Your Love» (Live)                                          | Rose y Stradlin            | 3:03     |  |
| 6.                      | «You're Crazy» (Versión acústica)                                     | Stradlin y Rose            | 4:25     |  |
| 7.                      | «Patience»                                                            | Izzy Stradlin              | 5:54     |  |
| 8.                      | «Used to Love Her»                                                    | Stradlin                   | 3:13     |  |
| 9.                      | «You're Crazy»                                                        | Stradlin y Rose            | 4:10     |  |
| 10.                     | «It's So Easy» (Live at the Marquee Club, London / 1987)              | Duff McKagan y West Arkeen | 3:54     |  |
| 11.                     | «Knockin' on Heaven's Door» (Live at the Marquee Club, London / 1987) | Bob Dylan                  | 4:59     |  |
| 12.                     | «Whole Lotta Rosie» (Live at the Marquee Club, London / 1987)         | AC/DC                      | 4:06     |  |
| 47:21                   |                                                                       |                            |          |  |

## Miembros
- Axl Rose: Voz, percusión en «Welcome to the Jungle», sintetizador y silbato en «Paradise City».
- Slash: Guitarra solista, guitarra rítmica en «Nightrain», «Think About You» y «Anything Goes», talkbox en «Anything Goes» "Guitarrista principal de la banda".
- Izzy Stradlin: Guitarra rítmica, guitarra solista en «Nightrain», «Think About You» y «Anything Goes», percusión y voz de fondo.
- Duff McKagan: Bajo y voz de fondo.
- Steven Adler: Batería.

## Posiciones
| País (Lista)                       | Mejor posición |
| ---------------------------------- | -------------- |
| Estados Unidos (Billboard 200)     | 1              |
| Estados Unidos (Hard rock Charts)  | 1              |
| Alemania                           | 2              |
| Canadá (Billboard Canadá)          | 7              |
| Australia (Aria Australian Charts) | 7              |
| Nueva Zelanda (New Zeland Charts)  | 1              |
| Reino Unido (UK charts)            | 5              |
| Irlanda                            | 7              |
| Francia                            | 25             |
| Italia                             | 5              |
| Bélgica                            | 68             |
| Portugal                           | 4              |
| Suecia                             | 12             |
| Finlandia                          | 22             |
| España                             | 3              |
| Países Bajos                       | 3              |
| Polonia                            | 46             |
| Noruega                            | 9              |
| Suiza                              | 5              |